# سیارک ۴۷۷۴
سیارک ۴۷۷۴ (به انگلیسی: 4774 Hobetsu، نامگذاری:1991CV1) چهار هزار و هفتصد و هفتاد و چهارمین سیارک کشف شده‌است که در ۱۴ فوریه ۱۹۹۱ کشف شد.
قدر مطلق سیارک برابر ۱۲٫۸۰ است.